# Josefina Piera Rosario
Josefina Piera Rosario (Aiora, 1890 - València, 1955) és una escriptora valenciana.
Dona vinculada als ambients religiosos, apareix esmentada a cròniques de societat de València i Alzira, i a partir de la dècada del 1930 escriu a premsa, a diaris com Las Provincias. L'any 1931 conrea la literatura amb una obra publicada a Nostra Novela.